# M.J. Rhett
Malcolm Jaleel "M. J." Rhett (ur. 15 listopada 1992 w Hopkins) – amerykański koszykarz, występujący na pozycjach silnego skrzydłowego lub środkowego, posiadający także dominikańskie obywatelstwo, reprezentant tego kraju.
17 lipca 2020 dołączył do GTK Gliwice. 1 grudnia przeniósł się do zespołu MKS-u Dąbrowy Górniczej. 30 marca 2021 został zawodnikiem francuskiego Boulazac. 27 sierpnia 2022 zawarł umowę z Kingiem Szczecin. 14 września 2022 opuścił klub.

## Osiągnięcia
Stan na 29 października 2022, na podstawie, o ile nie zaznaczono inaczej.
NCAA
- Uczestnik turnieju NCAA (2015)

Drużynowe
- Mistrz:
  - Chorwacji (2019)
  - Dominikany (2016)
  - Kosowa (2017)
  - turnieju Rio de Janeiro Basketball Tournament (2018)
- Zdobywca Pucharu Kosowa (2017)

Indywidualne
- Zaliczony do I składu kolejki EBL (4, 16 – 2020/2021)[9][10]

Reprezentacja
- Uczestnik:
  - amerykańskich kwalifikacji do mistrzostw świata (2017 – 7. miejsce)
  - kwalifikacji do mistrzostw Ameryki (2020)